# Sevara Nishanbayeva
Sevara Nishanbayeva (15 agosto 1993) è una judoka kazaka.

## Palmares
- Campionati asiatico-pacifici di judo

Fujairah 2019: bronzo nei 57 kg.